# Fortuna extraliga 2007/2008
Fortuna extraliga 2007/2008 byla 15. ročníkem nejvyšší mužské florbalové soutěže v Česku.
Soutěž odehrálo 12 týmů systémem dvakrát každý s každým. Prvních osm týmů postoupilo do play-off, ostatní čtyři týmy hrály o udržení (play-down).
Vítězem ročníku se po osmé v řadě a po dvanácté celkem stal tým Tatran Střešovice po porážce týmu 1. SC SSK Vítkovice ve finále.
Nováčkem v této sezóně byl tým SK FBC Třinec, který do Extraligy postoupil podruhé po jednom ročníku v 1. lize.
Po prohře v play-down sestoupil po pěti sezónách v Extralize do 1. ligy tým EVVA FbŠ Bohemians. Byl v následující sezóně nahrazen vítězem tohoto ročníku 1. ligy, týmem TJ VHS Znojmo, který do extraligy postoupil poprvé. Dále po prohře v baráži sestoupil po třech sezónách v Extralize tým M&M Reality Sokol Pardubice po prohře s poraženým finalistou 1. ligy, týmem AC Sparta Praha, který se do Extraligy vrátil po třech sezónách v nižší soutěži. Bylo to poprvé co se prvoligový tým probojoval do Extraligy přes baráž.
Petr Skácel překonal o bod rekord Luďka Beneše 62 bodů v základní části ze sezóny 1997/1998. Michal Jedlička navýšil svůj vlastní rekord bodů v play-off z předchozí sezóny na 38 a předstihl maximum 102 bodů Vladimíra Fuchse v historickém pořadí.

## Základní část
| Poř. | Tým                         | Záp. | Výh. | Rem. | Pro. | Branky    | Body |
| ---- | --------------------------- | ---- | ---- | ---- | ---- | --------- | ---- |
| 1.   | Tatran Střešovice           | 22   | 16   | 1/1  | 5    | 130 : 881 | 50   |
| 2.   | 1. SC SSK Vítkovice         | 22   | 15   | 2/2  | 5    | 112 : 671 | 49   |
| 3.   | FBK Sokol Mladá Boleslav    | 22   | 13   | 3/2  | 6    | 110 : 911 | 44   |
| 4.   | SSK Future                  | 22   | 11   | 5/3  | 6    | 113 : 951 | 41   |
| 5.   | M-COM FBC Liberec           | 22   | 9    | 9/5  | 4    | 110 : 971 | 41   |
| 6.   | FBC Pepino Ostrava          | 22   | 13   | 1/0  | 8    | 137 : 106 | 40   |
| 7.   | Bulldogs Brno               | 22   | 11   | 3/2  | 8    | 114 : 951 | 38   |
| 8.   | Torpedo Pegres Havířov      | 22   | 9    | 3/1  | 10   | 113 : 105 | 31   |
| 9.   | TJ JM Chodov                | 22   | 8    | 3/1  | 11   | 101 : 101 | 28   |
| 10.  | M&M Reality Sokol Pardubice | 22   | 6    | 4/0  | 12   | 190 : 119 | 22   |
| 11.  | SK FBC Třinec               | 22   | 1    | 3/2  | 18   | 184 : 157 | 8    |
| 12.  | EVVA FbŠ Bohemians          | 22   | 0    | 3/1  | 19   | 154 : 147 | 4    |

O pořadí na 4. a 5. místě rozhodla vzájemná utkání: SSK Future s FBC Liberec 5:6pp a 7:6pp

## Vyřazovací boje
Hrálo se na tři vítězství. O třetí místo se nehrálo. Získal ho poražený semifinalista, který měl po základní části lepší umístění.

### Pavouk
|  | Čtvrtfinále (na zápasy)  | Čtvrtfinále (na zápasy)  |                     |   | Semifinále (na zápasy) | Semifinále (na zápasy) |  |  | Finále (na zápasy) | Finále (na zápasy) |
|  |                          |                          |                     |   |                        |                        |  |  |                    |                    |
|  |                          |                          |                     |   |                        |                        |  |  |                    |                    |
|  | Tatran Střešovice        | 3                        |                     |   |                        |                        |  |  |                    |                    |
|  | Tatran Střešovice        | 3                        |                     |   |                        |                        |  |  |                    |                    |
|  | Torpedo Pegres Havířov   | 1                        |                     |   |                        |                        |  |  |                    |                    |
|  | Torpedo Pegres Havířov   | 1                        | Tatran Střešovice   | 3 |                        |                        |  |  |                    |                    |
|  |                          |                          | Tatran Střešovice   | 3 |                        |                        |  |  |                    |                    |
|  |                          | SSK Future               | 2                   |   |                        |                        |  |  |                    |                    |
|  | SSK Future               | SSK Future               | 2                   | 3 |                        |                        |  |  |                    |                    |
|  | SSK Future               |                          |                     | 3 |                        |                        |  |  |                    |                    |
|  | M-COM FBC Liberec        | 0                        |                     |   |                        |                        |  |  |                    |                    |
|  | M-COM FBC Liberec        | 0                        | Tatran Střešovice   | 3 |                        |                        |  |  |                    |                    |
|  |                          |                          | Tatran Střešovice   | 3 |                        |                        |  |  |                    |                    |
|  |                          | 1. SC SSK Vítkovice      | 1                   |   |                        |                        |  |  |                    |                    |
|  | 1. SC SSK Vítkovice      | 1. SC SSK Vítkovice      | 1                   | 3 |                        |                        |  |  |                    |                    |
|  | 1. SC SSK Vítkovice      |                          |                     | 3 |                        |                        |  |  |                    |                    |
|  | Bulldogs Brno            | 2                        |                     |   |                        |                        |  |  |                    |                    |
|  | Bulldogs Brno            | 2                        | 1. SC SSK Vítkovice | 3 |                        |                        |  |  |                    |                    |
|  |                          |                          | 1. SC SSK Vítkovice | 3 |                        |                        |  |  |                    |                    |
|  |                          | FBK Sokol Mladá Boleslav | 0                   |   |                        |                        |  |  |                    |                    |
|  | FBK Sokol Mladá Boleslav | FBK Sokol Mladá Boleslav | 0                   | 3 |                        |                        |  |  |                    |                    |
|  | FBK Sokol Mladá Boleslav |                          |                     | 3 |                        |                        |  |  |                    |                    |
|  | FBC Pepino Ostrava       | 1                        |                     |   |                        |                        |  |  |                    |                    |
|  | FBC Pepino Ostrava       | 1                        |                     |   |                        |                        |  |  |                    |                    |

### Čtvrtfinále
Tatran Střešovice – Torpedo Pegres Havířov 3 : 1 na zápasy
- Tatran – Havířov 12 : 4 (1:1, 1:3, 0:0)
- Tatran – Havířov 12 : 4 (4:0, 3:4, 5:0)
- Havířov – Tatran 16 : 7nn (2:2, 1:1, 3:3, 0:1)
- Havířov – Tatran 16 : 8 (1:4, 2:0, 3:4)

1. SC SSK Vítkovice – Bulldogs Brno 3 : 2 na zápasy
- Vítkovice – Bulldogs 3 : 41 (1:1, 1:0, 1:3)
- Vítkovice – Bulldogs 2 : 31 (0:2, 1:0, 1:1)
- Bulldogs – Vítkovice 2 : 51 (0:2, 0:1, 2:2)
- Bulldogs – Vítkovice 3 : 13 (0:4, 1:6, 2:3)
- Vítkovice – Bulldogs 6 : 11 (1:1, 1:0, 4:0)

FBK Sokol Mladá Boleslav – FBC Pepino Ostrava 3 : 1 na zápasy
- Boleslav – Ostrava 16 : 5 (3:1, 2:3, 1:1)
- Boleslav – Ostrava 18 : 2 (1:1, 4:1, 3:0)
- Ostrava – Boleslav 10 : 7 (2:2, 7:3, 1:2)
- Ostrava – Boleslav 14 : 5 (2:2, 0:1, 2:2)

SSK Future – M-COM FBC Liberec 3 : 0 na zápasy
- Future – Liberec 15 : 3 (2:2, 2:1, 1:0)
- Future – Liberec 12 : 2 (5:0, 4:1, 3:1)
- Liberec – Future 14 : 6 (1:1, 1:3, 2:2)

### Semifinále
Tatran Střešovice – SSK Future 3 : 2 na zápasy

- Tatran – Future 5 : 4pp (1:1, 1:0, 2:3, 1:0)
- Tatran – Future 4 : 6pp (1:2, 2:1, 1:3)
- Future – Tatran 3 : 2 (1:0, 1:0, 0:2, 1:0)
- Future – Tatran 2 : 3nn (0:1, 0:1, 2:0, 0:1)
- Tatran – Future 9 : 6 (2:1, 2:3, 5:2)

1. SC SSK Vítkovice – FBK Sokol Mladá Boleslav 3 : 0 na zápasy
- Vítkovice – Boleslav 6 : 1 (1:0, 3:0, 2:1)
- Vítkovice – Boleslav 5 : 4nn (0:0, 2:2, 2:2, 0:0)
- Boleslav – Vítkovice 4 : 5pp (1:1, 2:1, 1:2, 0:1)

### Finále
Tatran Střešovice – 1. SC SSK Vítkovice 3 : 1 na zápasy
- Tatran – Vítkovice 5 : 21 (3:0, 1:0, 1:2)
- Tatran – Vítkovice 5 : 31 (2:0, 0:1, 3:2)
- Vítkovice – Tatran 6 : 51 (2:1, 1:1, 3:3)
- Vítkovice – Tatran 2 : 10 (0:4, 1:1, 1:5)

### Konečné pořadí
| Pořadí           | Tým                      |
| ---------------- | ------------------------ |
| Zlatá medaile    | Tatran Střešovice        |
| Stříbrná medaile | 1. SC SSK Vítkovice      |
| Bronzová medaile | FBK Sokol Mladá Boleslav |
| 4.               | SSK Future               |
| 5.               | Bulldogs Brno            |
| 6.               | Torpedo Pegres Havířov   |
| 7.               | FBC Pepino Ostrava       |
| 8.               | M-COM FBC Liberec        |

## Boje o sestup
Hrálo se na tři vítězství.

### Pavouk
|  | 1. kolo (na zápasy)         | 1. kolo (na zápasy) |                             |   | 2. kolo (na zápasy) | 2. kolo (na zápasy) |
|  |                             |                     |                             |   |                     |                     |
|  |                             |                     |                             |   |                     |                     |
|  | M&M Reality Sokol Pardubice | 2                   |                             |   |                     |                     |
|  | M&M Reality Sokol Pardubice | 2                   |                             |   |                     |                     |
|  | SK FBC Třinec               | 3                   |                             |   |                     |                     |
|  | SK FBC Třinec               | 3                   | M&M Reality Sokol Pardubice | 3 |                     |                     |
|  |                             |                     | M&M Reality Sokol Pardubice | 3 |                     |                     |
|  |                             | EVVA FbŠ Bohemians  | 2                           |   |                     |                     |
|  | TJ JM Chodov                | EVVA FbŠ Bohemians  | 2                           | 3 |                     |                     |
|  | TJ JM Chodov                |                     |                             | 3 |                     |                     |
|  | EVVA FbŠ Bohemians          | 0                   |                             |   |                     |                     |

### 1. kolo
TJ JM Chodov – EVVA FbŠ Bohemians 3 : 0 na zápasy
- Chodov – Bohemians 2 : 1pp (0:0, 0:0, 1:1, 1:0)
- Chodov – Bohemians 2 : 1 (2:0, 0:1, 0:0)
- Bohemians – Chodov 1 : 3 (1:0, 0:2, 0:1)

M&M Reality Sokol Pardubice – SK FBC Třinec 2 : 3 na zápasy
- Pardubice – Třinec 13 : 2 (1:1, 1:1, 1:0)
- Pardubice – Třinec 16 : 4 (2:1, 1:2, 3:1)
- Třinec – Pardubice 11 : 6 (3:1, 3:1, 5:4)
- Třinec – Pardubice 15 : 4 (1:1, 0:2, 4:1)
- Pardubice – Třinec 13 : 4 (2:1, 1:0, 0:3)

### 2. kolo
M&M Reality Sokol Pardubice – EVVA FbŠ Bohemians 3 : 2 na zápasy
- Pardubice – Bohemians 13 : 5 (0:2, 3:2, 0:1)
- Pardubice – Bohemians 15 : 3 (2:1, 1:1, 2:1)
- Bohemians – Pardubice 13 : 5 (0:2, 1:2, 2:1)
- Bohemians – Pardubice 10 : 2 (3:0, 3:1, 4:1)
- Pardubice – Bohemians 14 : 2 (2:0, 0:0, 2:2)

### Baráž
M&M Reality Sokol Pardubice – AC Sparta Praha 1 : 3 na zápasy
- Pardubice – Sparta 2 : 5 (0:0, 0:3, 2:2)
- Pardubice – Sparta 5 : 6 (1:2, 0:4, 4:0)
- Sparta – Pardubice 3 : 7 (2:4, 0:1, 1:2)
- Sparta – Pardubice 6 : 1 (2:1, 3:0, 1:0)

### Konečné pořadí
| Pořadí | Tým                         | Poznámka            |
| ------ | --------------------------- | ------------------- |
| 9.     | TJ JM Chodov                | udržení v Extralize |
| 10.    | SK FBC Třinec               | udržení v Extralize |
| 11.    | M&M Reality Sokol Pardubice | sestup po baráži    |
| 12.    | EVVA FbŠ Bohemians          | přímý sestup        |

## Nejužitečnější hráči
Nejužitečnějšími hráči Extraligy byli zvoleni:
1. Petr Skácel (FBC Pepino Ostrava)
2. Milan Fridrich (Tatran Střešovice)
3. Zdeněk Mistrovský (M-COM FBC Liberec)